# Чупа Олексій Андрійович
Олексій Чупа (30 серпня 1986, Макіївка) — український поет і прозаїк. Засновник донецького слему.

## Біографія
Народився в Макіївці. Навчався в Макіївському металургійному технікумі на спеціальності хіміка-технолога, вивчав українську філологію в Донецькому національному університеті. Працював машиністом на Макіївському металургійному заводі. Через війну на Донбасі переїхав до Хмельницької області у 2014 році. Стипендіат програми «Gaude Polonia» (Польща, 2015).
Книги Олексія Чупи «Бомжі Донбасу» та «10 слів про Вітчизну» ввійшли до довгого списку премії Книга року BBC 2014 року. 
Фіналіст літературної премії імені Джозефа Конрада 2015 року.

## Книги

### Поезія
- 2011 — «Українсько-російський словник»
- 2011 — «69»
- 2015 — «Кома»

### Проза
- 2014 — «10 слів про Вітчизну»
- 2014 — «Бомжі Донбасу»
- 2014 — «Казки мого бомбосховища»
- 2015 — «Акваріум»
- 2016 — «Вишня і я»

### Антології
- 2017 — Порода. Антологія українських письменників Донбасу